# Dekanat Cres
Dekanat Cres – jeden z 6 dekanatów rzymskokatolickich wchodzących w skład diecezji Krk w Chorwacji. 
Według danych na październik 2015 roku, w jego skład wchodziło 10 parafii.

## Lista parafii
Źródło:
| Lp. | Miejscowość | Parafia                                           | Proboszcz                                       | Adres parafii                         | Kościół                                                | Grafika |
| --- | ----------- | ------------------------------------------------- | ----------------------------------------------- | ------------------------------------- | ------------------------------------------------------ | ------- |
| 1   | Cres        | Parafia Matki Bożej Większej                      | mons. Mladen Mrakovčić                          | A. Tentora 16, 51557 Cres             | Kościół Matki Bożej Większej w Cres                    |         |
| 2   | Beli        | Parafia św. Antoniego, opata                      | vlč. Božidar Mrakovčić                          | Beli kbr 94, 51559 Beli               | Kościół św. Antoniego opata w Beli                     |         |
| 3   | Dragozetići | Parafia św. Fabiana i św. Sebastiana, męczenników | mons. Mladen Mrakovčić (z parafii w Cres)       | b.d.                                  | Kościół św. Fabiana i św. Sebastiana w Dragozetići     |         |
| 4   | Lubenice    | Parafia Najświętszej Maryi Panny                  | mons. Mladen Mrakovčić (z parafii w Cres)       | Lubenice kbr 15, 51557 Cres           | Kościół Najświętszej Maryi Panny w Lubenice            |         |
| 5   | Martinšćica | Parafia św. Marcina, biskupa                      | o. Rafael Lukarić TOR                           | Martinšćica kbr 17, 51556 Martinšćica | Kościół św. Marcina w Martinšćica                      |         |
| 6   | Orlec       | Parafia św. Antoniego, opata                      | Dinko Deželić                                   | Orlec kbr 96, 51557 Cres              | Kościół św. Antoniego opata w Orlec                    |         |
| 7   | Predošćica  | Parafia św. Błażeja, biskupa i męczennika         | mons. Mladen Mrakovčić (z parafii w Cres)       | Beli kbr 94, 51559 Beli               | Kościół św. Błażeja w Predošćica                       |         |
| 8   | Stivan      | Parafia św. Jana Chrzciciela                      | o. Rafael Lukarić TOR (z parafii w Martinšćica) | Stivan kbr 15, 51555 Belej            | Kościół św. Jana Chrzciciela w Stivan                  |         |
| 9   | Valun       | Parafia św. Marka Ewangelisty                     | mons. Mladen Mrakovčić (z parafii w Cres)       | Valun kbr 15, 51557 Cres              | Kościół św. Marka Ewangelisty w Valun                  |         |
| 10  | Vrana       | Parafia Wniebowzięcia Najświętszej Maryi Panny    | vlč. Dinko Deželić (z parafii w Orlec)          | Orlec kbr 96, 51557 Cres              | Kościół Wniebowzięcia Najświętszej Maryi Panny w Vrana |         |